# Xenofrea tavakiliani
Xenofrea tavakiliani es una especie de escarabajo longicornio del género Xenofrea, tribu Xenofreini, subfamilia Lamiinae. Fue descrita científicamente por Dalens, Touroult & Giuglaris en 2009.

## Descripción
Mide 5-5,7 milímetros de longitud.

## Distribución
Se distribuye por Guayana Francesa.